# 면역계

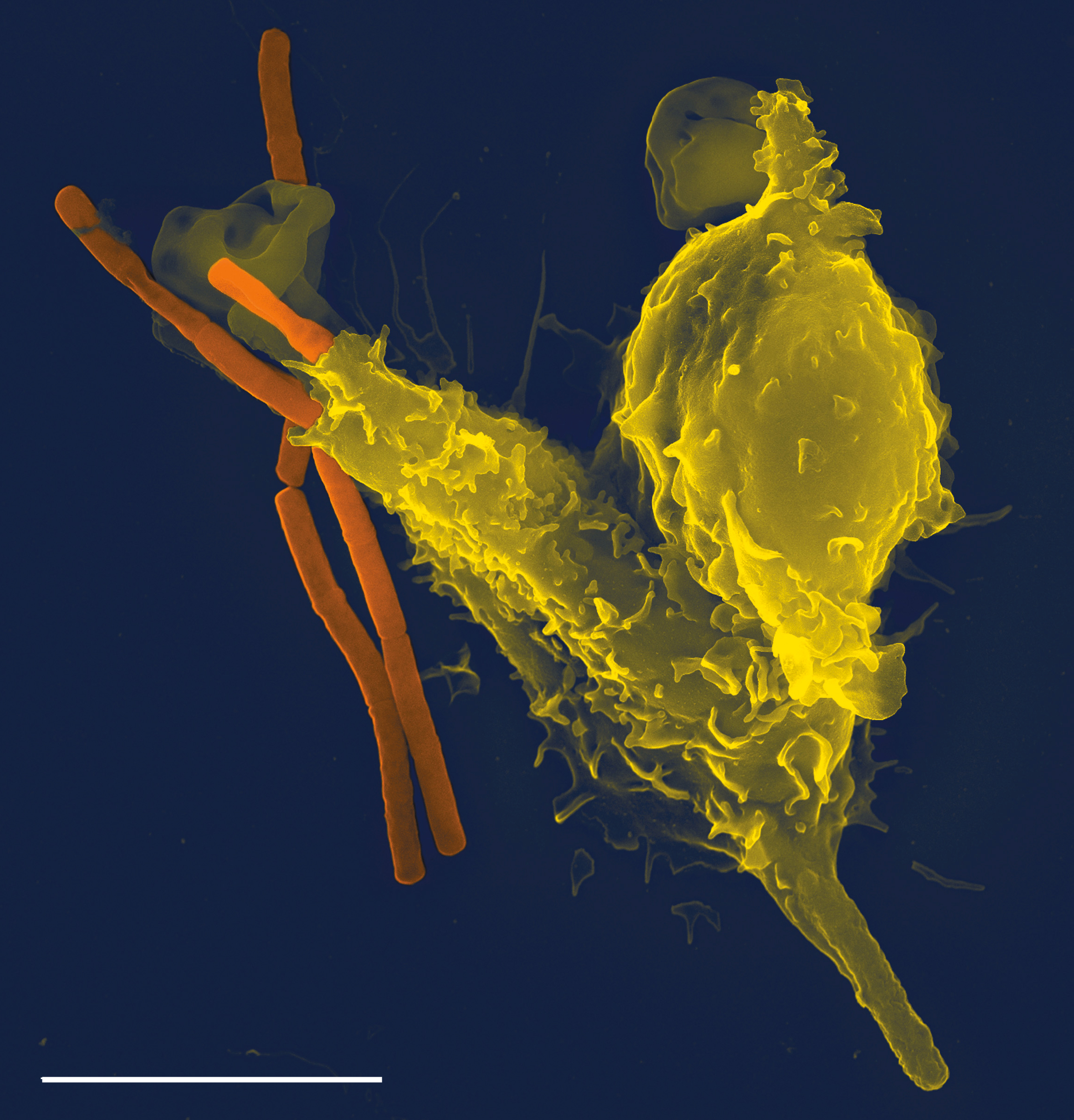
탄저균(그림에서 주황색)을 섭식하고 있는 호중구(그림에서 노란색)의 주사전자현미경 사진.

면역계(免疫系, 영어: immune system)는 생물이 질병으로부터 자신을 보호하기 위해 구축한 다양한 구조와 과정으로 이루어진, 자가 방어 능력을 가지는 기관 및 세포이다. 단세포생물에서 식물이나 동물에 이르기까지 모두 저 마다의 면역계를 지니고 있다.
효율적인 기능을 위해 면역계는 반드시 스스로의 건강한 조직과 바이러스부터 기생충에 이르는 광범위하고 다양한 병원체를 구별할 수 있어야 한다. 면역계는 비자신(非自身, non-self)을 확인하면 면역 관련 요소가 활성화되어 병원체에 작용하는 세 단계로 작동된다.
면역계는 작동 방식을 기준으로 선천 면역과 후천 면역으로 나눌 수 있다. 선천 면역은 생물 개체의 발달 과정에서 유전자 발현을 통해 형성되는 것으로 병원체들이 보이는 일반적인 분자 패턴을 인식하면 자동으로 작동하는 비특이적 방어 작용이다. 이에 반해 후천 면역은 병원체와 접촉하면 해당 병원체를 항원으로 하는 항체를 형성하여 병원체를 무력화 시키는 특이적 방어 작용이다.:354 후천 면역은 적응 면역이라고도 부르는데 한 번 겪은 병원체에 대한 항체를 보존하는 면역학적 기억을 통해 같은 병원체가 다시 침입하면 보다 효율적으로 이를 무력화 시킬 수 있다. 백신을 이용한 예방 접종은 이러한 후천 면역의 특징을 이용하여 질병을 예방하는 활동이다.
한편 면역계는 면역 반응이 일어나는 방식을 기준으로 체액 면역과 세포 매개 면역으로 구분할 수 있다. 체액 면역은 혈액이나 림프액에 항체를 방출하여 항원을 무력화 시키는 작용을 하고 세포 매개 면역은 여러 종류의 면역 세포들이 직접 병원체를 제거하거나 병원체에 감염된 세포를 죽여서 질병의 확산을 막는다. 체액 면역과 세포 매개 면역은 서로 정보를 공유하며 함께 작동한다.
거의 모든 생물에서 발견되는 선천 면역과 달리 후천 면역은 인간을 포함한 유악류에서만 발견된다. 이는 진화의 산물이다. 병원체는 급격한 진화가 일어날 수 있으며 그 결과 면역계에 적응하여 면역 기능을 회피할 수 있다. 한편 면역계 역시 변화하는 병원체에 맞서 진화하여 왔다. 붉은 여왕 가설은 생물들이 서로에게 선택 압력으로 작용하여 끊임 없이 변화한다고 설명한다. 가장 단순한 단세포 생물의 경우에도 기초적인 면역계를 갖추고 있다. 박테리아는 바이러스의 일종인 박테리오파지의 공격으로부터 스스로를 방어하기 위해 효소 형태의 면역 물질을 만든다. 진핵생물의 경우 이 보다 복잡한 면역계가 진화되었는데 식작용을 이용한 병원체의 분해, 디펜신과 같은 항균 펩타이드의 활성화 같은 기능들이 망라되어 있다. 인간이 속하는 유악류의 생물들은  더욱 복잡한 후천 면역 체계를 지니고 있다. 후천 면역 체계는 매우 복잡한 메커니즘에 의해 작동된다.
면역계는 병원균의 침입을 막는 여러 단계의 층위로 구성되어 있다. 피부나 세포벽, 점막과 같은 장벽은 그 자체로 단단한 방어벽의 역할을 한다. 거기에 더해 여러 종류의 화학 물질이 병원체의 증식을 방해한다. 장내 미생물 역시 면역 층위로서 작용한다. 병원체가 이러한 여러 겹의 방어 층위를 뚫고 체내의 조직을 감염시키면 면역 반응을 유도하는 세포간 신호 물질 즉 사이토카인이 방출되고 면역계의 여러 요소가 작동하게 된다. 여러 생물들은 체내의 조직에 대해서도 별도의 장벽을 마련하여 보다 중요한 장기를 보호한다. 인간의 경우 혈액-뇌 장벽, 혈액-척수액 장벽, 그 외 여러 수액-뇌 장벽이 나뉘어 있고 중추신경계와 말초신경계의 면역 역시 따로 작동하여 뇌를 보호한다.
면역계는 진화를 통해 효율적이고 다층적인 구조를 이루었지만 완벽하지는 않다. 면역계에 장애가 일어나면 자가면역질환이나 염증, 암과 같은 질병이 발생할 수 있다. 어떠한 이유에서든 면역계의 기능이 저하되는 면역 결핍이 일어나면 대수롭지 않은 병원체의 감염도 치명적인 결과를 가져올 수 있다. 면역 결핍은 유전 질환의 의한 선천적인 경우와 HIV 감염 등에 의한 후천적인 경우로 나뉜다. 자가면역질환이 자신의 건강한 조직마저 공격하는 과잉 면역 반응이라면 면역 결핍은 사소한 감염도 퇴치하지 못하는 면역 반응 결여에 의한 것이다.

## 면역 층위
생물의 면역계는 다양한 층위에서 감염을 막는다. 가장 간단한 것으로는 물리적인 장벽을 만드는 방법이 있다. 식물의 세포벽이나 동물의 세포막, 피부와 같은 것이 그것이다. 병원체가 이러한 장벽을 뚫고 체내에 침입하면 선천 면역 체계(내재 면역 체계)가 우선 작동한다. 동식물 모두 선천 면역 체계를 지니고 있다. 유악류는 선천 면역 체계 마저 병원체를 격퇴하지 못할 경우에 대비해 후천 면역 체계를 준비해 두었다. 후천 면역 체계는 침입한 병원체를 무력화 시키는 항체를 생성하며, 이 항체는 병원체가 모두 사라진 뒤에도 체내에 남아 면역학적 기억을 형성한다. 다시 같은 병원체가 침투해 오면 기억하고 있던 항체가 대량으로 생성되어 효율적으로 병원체를 무력화 시킨다.
| 내재면역계                 | 적응면역계                                   |
| -------------------------- | -------------------------------------------- |
| 비특이적 방어              | 특이적 방어                                  |
| 즉각적인 최대의 반응 유발  | 항원에의 노출과 최대의 반응 사이에 시차 존재 |
| 세포성 및 체액성 구성 요소 | 세포성 및 체액성 구성 요소                   |
| 면역 기억 현상 없음        | 면역 기억 현상 유도                          |
| 대부분의 생물에서 관찰     | 유악류에서만 발견                            |

선천 면역과 후천 면역 모두 분자생물학적 단위에서 자신과 자신이 아닌 것을 구별하는 기능에 의존한다. "자신"은 생물 스스로가 구성한 조직들이고 외부에서 침입한 것은 어떤 것이건 자신이 아닌 "비자신"이다. 항체 형성 작용을 하는 비자신 물체를 항원이라고 한다. 면역계는 생체 이식과 같은 치료를 통해 이식된 타인의 장기도 비자신으로 인식하여 공격한다. 이때문에 생체 이식 수술을 받은 사람은 면역 억제 치료를 함께 받아야 한다. 한편, 어떠한 이유에서든 자신과 비자신을 구별하는 기능을 상실하면 면역계 역시 작동하지 않으며, 자신 마저 비자신으로 인식하는 착오가 일어나면 과민반응이나 자가면역질환이 발생한다.
갓 태어난 아기는 아직 병원체가 침투하는 경험을 하지 않았기 때문에 엄마로부터 전해 받은 몇 가지 층위의 수동적인 면역에 의존한다. 임신 기간 동안 모체는 탯줄을 통해 면역글로불린 G와 같은 항체를 태아에게 공급한다. 이러한 면역물질 공급으로 갖 태어난 아기는 어머니가 보유하고 있는 정도와 같은 매우 높은 수치의 항체를 보유하고 있다. 초유를 비촛한 모유에도 아기가 박테리아의 침입을 막기 위한 항체가 함유되어 있다. 이렇게 전달되는 모체이행항체로 형성되는 면역은 아기 스스로가 형성하지 않은 것이란 점에서 수동면역이라고 불린다. 아기 스스로는 아직 어떠한 면역학적 기억도 형성되어 있지 않기 때문에 일정 기간이 지나면 수동면역은 사라지게 된다.

### 백혈구의 분화

혈구의 분화

백혈구는 병원체가 피부나 점막과 같은 다른 장벽을 뚫고 체내를 감염시키면 작동되는 대표적인 면역 세포들이다. 혈액 속의 다른 혈구들과 같이 조혈모세포에서 발현하여 대식세포, 수지상세포, 호염구, 호중구, 호산구, T 세포, B 세포와 같은 여러 종류로 분화한다. 백혈구의 종류가 이렇게 많은 것은 병원체 역시 매우 다양하기 때문이다. 이 가운데 대식세포나 수지상세포는 선천 면역에 중요한 일을 담당하고 T 세포는 대표적인 후천 면역 작용 세포이며 B 세포는 체액 면역의 핵심 세포이다. 이들은 면역 신호를 주고 받으며 서로 협력하는 한편 경쟁하기도 한다. 특히 대식세포는 선천 면역에서 T 세포는 후천 면역에서 감염에 직접 대처하는 중요한 역할을 하고 있다.

## 선천 면역
생물의 막을 뚫고 침입에 성공한 미생물이나 독소는 선천 면역 체계와 맞닥드리게 된다. 선천 면역 반응은 대개 특정한 분자 구조를 인식하는 패턴인식수용체가 작동하거나 병원체의 공격을 받은 세포가 보내는 특정 신호에 따라 작동한다. 선천 면역 체계는 유전자에 의해 조절되며 광범위하게 작동하지만 특정 병원체를 구별하여 작용하지는 않고 면역의 지속 기간 역시 짧은 편이다. 대부분의 생물은 선천 면역 체계를 지니고 있다.

### 표면 장벽
생물은 감염에 대처하기 위해 물리적, 화학적, 생물학적 장벽을 지니고 있다. 식물의 잎은 대부분 표피로 둘러쌓여 있고, 곤충은 딱딱한 외골격을 지니며, 알은 난각으로 보호받는다. 포유류의 피부 역시 외부로부터 침입을 보호하는 장벽 가운데 하나이다. 생물이 지니는 이러한 장벽은 병원체의 침입을 막는 일차적 방어 체계이다. 그러나 병원체는 다양한 방법으로 이러한 일차 장벽을 통과한다. 예를 들어 호흡기를 통해 전파되는 바이러스는 폐를 통해 혈액으로 침투한다. 포유류는 이러한 공기중 감염을 막기 위해 기침, 콧물, 눈물과 같은 보호 장치를 진화시켰지만 완전하지는 않다. 혈소판은 상처 부위를 봉합하여 지혈 작용을 하고 임시적인 장벽을 만든다. 2018년 발표된 연구에서 혈소판이 단순히 막을 만드는 것 뿐만 아니라 이후 일어나는 염증 반응에도 개입하는 것이 보고되었다.
화학적 장벽 역시 감염에 대응한다. 피부와 호흡기에서는 β-디펜신과 같은 항균 펩타이드가 분비된다. 침, 눈물, 모유 등에 있는 리소자임이나 인지질분해효소 A2 같은 효소 역시 화학적 장벽으로 작용한다. 질은 초경에 이르기까지 내부를 약산성으로 유지하여 세균의 침입을 억제하고, 정액에는 디펜신과 아연이 포함되어 병원체를 억제한다. 위에서 분비되는 위산은 강력한 화학적 장벽으로 섭취한 음식물에 포함된 병원체를 죽인다. 점막은 그 자체로 물리적 장벽 역할을 하면서 각종 화학 물질로 덮여 있어 면역 능력을 높인다.
장내 세균은 생물학적 장벽으로 작용하여 숙주와 편리 공생 관계를 맺는다. 장내 세균 가운데 일부는 음식물에 포함된 병원체의 침입으로 장내 환경이 바뀌면 pH를 조절하거나 철분을 분비하여 침입 세균의 번식을 억제한다.

### 세포의 패턴 인식
패턴인식수용체(Pattern Recognition Receptor, PRR)는 유전 형질에 의해 선천적으로 결정되어 특정한 분자 구조에 반응한다. 이러한 방식은 셀 수 없이 많은 다양한 병원체를 개별적으로 구별할 수는 없지만, 병원체에 공통적으로 존재하는 분자구조를 인식하는 수용체를 활용하기 때문에 매우 효율적이고 정확한 탐지가 가능하다. 패턴 인식 수용체가 인식하는 분자 구조를 병원체 연관 분자유형(Pathogen Associated Molecular Patterns, PAMPs)이라고 하며, 잘 알려진 것으로 세균의 리포 다당류, 펩티드글리칸, 리포테이코산, 만난, 세균의 DNA, 이중 나선 RNA, 글루칸과 같은 것으로 모두 미생물에서 생성된다는 특징이 있다. 패턴 인식 수용체는 특정 패턴의 분자 구조를 만나면 별도의 증식 과정 없이 즉각적으로 반응한다. 패턴 인식 수용체를 생성하는 유전자에 이상이 생기면 자가면역질환이 일어날 수 있다.
병원체 관련 분자 패턴과 위험 관련 분자 패턴(Damage-Associated Molecular Patterns, DAMPs)에 반응하는 대식세포와 수지상세포는 선천 면역에서 중요한 역할을 한다. 대식세포는 수용체를 통해 비자기로 인식한 병원체를 먹어 치우고, 수지상세포는 병원체를 포획하여 다른 면역 세포들이 이를 인식할 수 있는 신호를 전달한다. 선천 면역 체계가 지니고 있는 병원체 인식 수용체에는 톨유사수용체, 세포기질 수용체와 같은 것이 있다.
염증 반응에 관여하는 염증조절복합체 역시 특정 패턴을 인식하여 작동한다.

#### 톨 유사 수용체
톨유사수용체(Toll-Like Receptors, TLRs)는 패턴 인식 수용체 가운데 하나로 특정 분자 구조를 인식하면 세포내 전사 인자를 활성화 하여 면역 기능이 작동하도록 한다. 지금까지 11종(인간은 10종)이 발견되었다. 톨 유사 수용체는 병원체의 세포벽 성분에 반응하며 여러 종류의 톨 유사 수용체가 복합적으로 조합되어 작용할 수 있다. 예를 들어 TLR4는 그람음성균에 TLR2는 그람양성균에 반응한다. 톨 유사 수용체는 원래 초파리의 발생 과정에 관여하는 유전자로 발견되어 세포자살을 유도하는 것이 알려졌으나 면역 반응에서도 감염된 세포가 자살하도록 하여 병의 확산을 막는 것이 밝혀졌다.

#### 세포기질 수용체
선천 면역 체계 가운데는 병원체의 공격을 받아 손상된 세포기질을 인식하는 수용체들이 있다. NOD 유사 수용체, RIG-I 유사 수용체, 그리고 세포기질 DNA 수용기 같은 것들이다.

#### 염증조절복합체
염증조절복합체는 올리고머 단백질복합체로 염증 반응을 유도한다. 염증조절복합체은 PAMPs와 DAMPs 둘 모두를 인자로 받아들여 사이토카인 IL-1을 형성하고, 이것이 염증과 통증을 일으키게 된다. 염증조절복합체의 염증 반응 메커니즘은 아직 완전히 밝혀져 있지는 않지만 미토콘드리아의 항상성이 깨지는 것과 밀접한 관련이 있다고 보고되고 있다.

### 선천 면역 세포

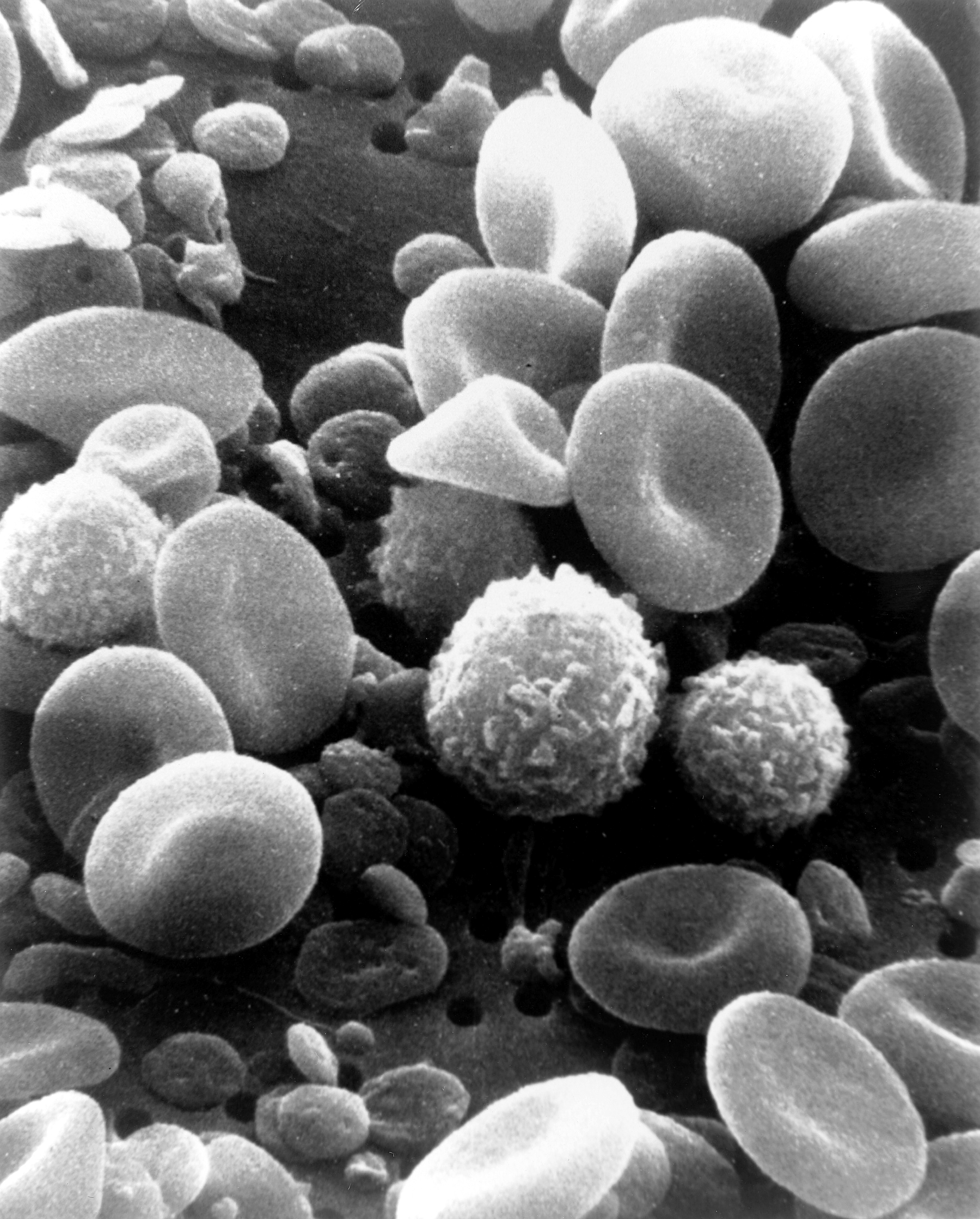
주사전자현미경으로 관찰한 인간의 혈액. 움푹한 쟁반 모양의 것은 적혈구이고, 그 외 털이 달린 것들은 여러 종류의 백혈구이다.

백혈구는 체내에서 독립적인 단세포로 활동하며 식균 작용을 하여 선천 면역의 또 다른 축을 이룬다. 백혈구에는 대식세포, 호중구, 호산구, 수지상세포 등이 있다. 한편, 자연 살해 세포는 병원체에 감염되었거나 종양으로 변이한 체내 세포의 세포사멸을 유도하여 건강한 세포들을 보호한다. 선천 면역 세포들은 또한 림프액에서 후천 면역이 작동을 유도하는 중요한 매개체 역할도 한다.
병원체를 삼키거나 분해하여 먹어치우는 식세포들은 혈류를 따라 온 몸을 돌아다니다가 사이토카인에 반응하여 작용한다. 식세포에 의해 파괴된 병원체의 잔여물은 세포내로 유입되어 세포내 소포인 식포와 리소좀이 연계된 포식리소좀에 의해 분해된다. 식세포의 병원균 분해 방식은 단세포생물의 영양소 섭취 과정으로부터 진화한 것으로 병원체를 포식 대상으로 하도록 특화된 것이다. 식세포는 무척추동물과 척추동물 모두에게서 발견되기 때문에 가장 오래된 면역 체계로 여겨진다.

#### 식세포
식세포인 대식세포와 호중구는 혈류를 따라 체내를 돌아다니며 병원체를 쫓는다. 호중구는 순환계에서 가장 흔한 식세포로 전체 백혈구의 50 - 60 %를 차지하며 병원체를 직접 포식하거나 실모양의 덫으로 포획한다. 세균의 침입으로 염증이 발생하면 염증 반응 물질에 이끌려 몰려드는 주화성을 지니고 있다.
호중구 외에도 호산구, 호염구와 같은 동그란 알갱이 모양의 백혈구를 과립구라고 한다.

#### 수지상 세포
수지상세포는 주로 병원체와 접촉이 잦은 피부, 코, 기관지, 폐, 위와 같은 조직에 자리잡고 있다가 병원체와 접촉하면 다른 면역 체계가 이를 쉽게 탐지할 수 있도록 스스로 표식을 만드는 항원제시 세포이며, 이후 림프절로 이동하여 T 세포와 같은 다른 면역 세포가 항체를 형성하도록 돕는 항원전달세포이다. 1973년 랠프 스타인먼에 의해 발견되었다.

#### 선천성 림프 세포
2010년 발견된 선천성 림프구 세포(Innate lymphoid cell, ILCs)는 항체를 형성하지 않기 때문에 선천 면역에 해당하지만 후천 면역의 기능을 조절하는 역할을 한다. 선천성 림프구 세포의 역할은 아직 완전히 알려지지 않았지만 주로 염증 반응에 관여하면서 자연 살해 세포와 유사한 작용을 한다.
선천성 림프구 세포는 대표적인 후천 면역 세포인 T 세포와 면역 조절 단백질인 인터루킨-7(IL-7)을 공유한다. 체내의 수는 T 세포 쪽이 월등히 많지만 IL-7의 소비는 선천성 림프구 세포가 선점한다. 결과적으로 선천성 림프구는 T 세포의 발현을 조절할 수 있게 된다. 2017년 대한민국의 기초과학연구원은 미국 라호야 알레르기·면역 연구소, 스크립스 연구소와 함께 면역 세포간의 생존 경쟁이 면역계 균형에 중요한 역할을 한다는 연구 결과를 발표하였다.
간이나 골수에서 생성되는 자연 살해 세포는 건강한 조직과 그렇지 않은 조직을 구분하여 비정상 조직의 세포 자살을 유도한다. 선천성 림프구와 함께 작용하여 바이러스에서부터 악성 종양과 기생충에 이르기까지 다양한 면역반응에 관여한다.

### 염증
염증은 감염이 일어났을 때 제일 먼저 일어나는 반응 가운데 하나다. 발열, 발적, 종창, 통증을 염증의 4가지 주요증상으로 꼽는다. 염증 반응에는 염증조절복합체가 관여한다.
염증이 발생하면 대식세포와 같은 백혈구가 염증부위로 몰려들어 병원체를 제거하는 역할을 하고 자연 살해 세포는 비정상 조직의 세포 자살을 유도하여 질병에 대항한다. 이후 병원체가 격퇴되면 자연 치유 과정을 거쳐 염증이 사라지게 된다. 그러나 염증반응이 과도하게 진행되면 만성 염증 상태에 빠지게 되어 류머티즘과 같은 자가면역 질환이 발병할 수 있다. 최근에는 염증 매커니즘의 규명으로 과도한 염증을 종결시키는 방법이 연구되고 있다.

### 보체
보체는 대표적인 혈액성 면역 체계이다. 외부 유래 세포를 공격하는 항체성 단백질로 20여 가지가 알려져 있다. 보체 역시 포유류 뿐만 아니라 어류나 식물에 이르기까지 여러 생물 종에서 관찰되는 오래된 면역계이다.
보체 단백질들은 대부분 간에서 만들어지며, 대부분 비활성 상태인 단백질 전구체 상태로 혈액에 있다가 항원을 만나면 활성된다. 보체의 활성화 과정은 단백질 분해 효소가 단계적으로 작용하여 이루어진다. 혈액에는 보체가 필요한 때에만 활성화되도록 하는 조절 인자들이 함께 존재한다.

## 후천 면역

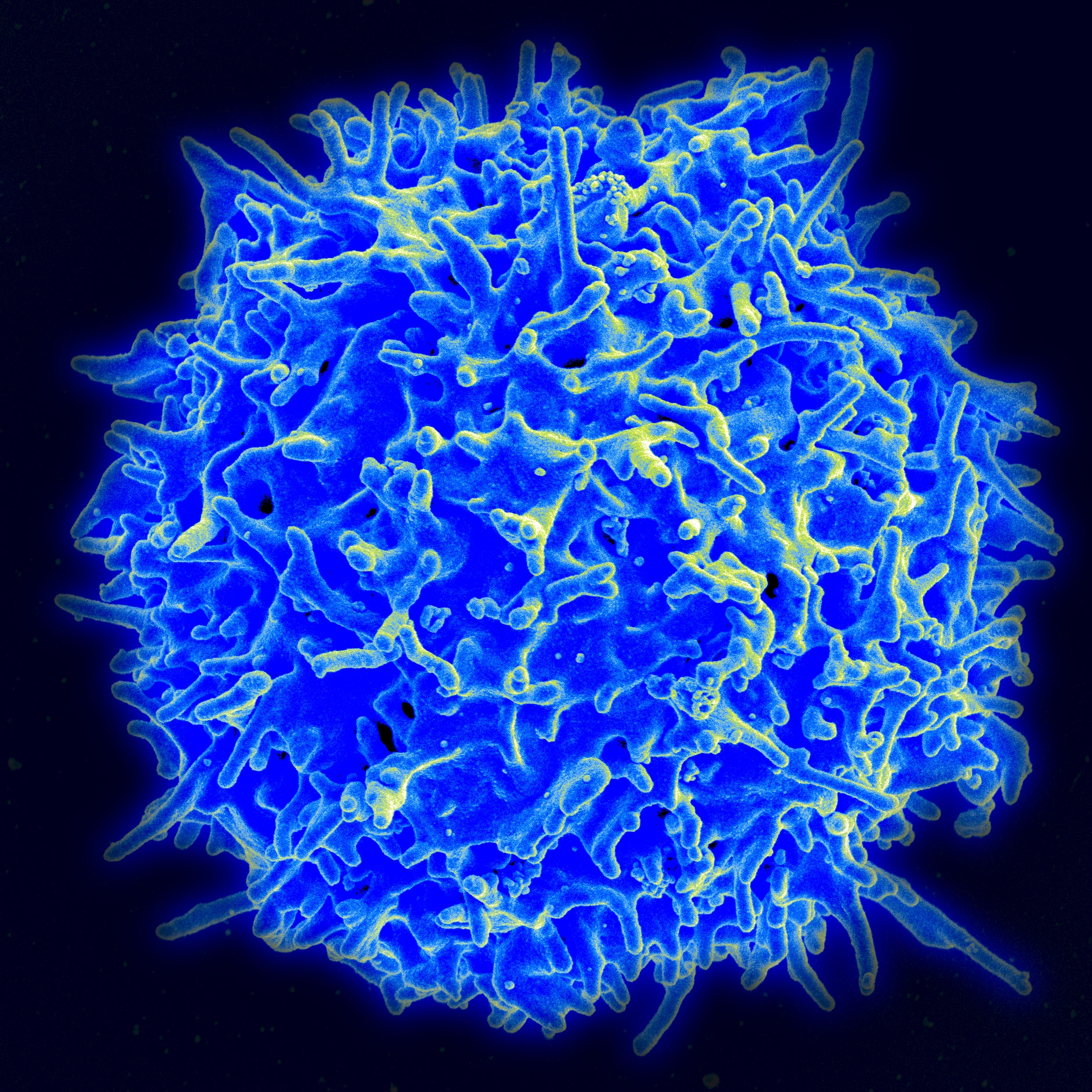
인간의 T 세포

후천 면역은 체내에 침입한 특정 병원체에 대응하여 작동하는 면역계이다. 이 때문에 적응 면역계라고도 한다. 후천 면역은 척추 동물 모두에게서 발견되는 진화의 산물로 각각의 병원체에 대한 면역학적 기억을 형성하여 항체를 생산하는 강력한 면역 체계이다. 항체는 병원체나 병원체에 감염된 세포를 공격한다. 처음 맞닥드린 병원체에 대해서는 항체 형성이 원활하지 않지만, 이렇게 병원체를 경험하고 나면 "기억 세포"가 항체를 보존한다. 다음 번에 다시 같은 병원체가 침입하면 처음과는 달리 급격하게 항체를 형성하여 효율적으로 격퇴한다. 항체의 형성을 유도하는 병원체나 감염된 세포들을 항원이라고 한다.

### 항원 인식과 제시
후천 면역을 담당하는 세포들은 백혈구의 일종인 림프구이다. 림프구 가운데 특히 B 세포와 T 세포가 중요한 역할을 한다. 이들 역시 다른 혈액 내 세포와 같이 골수의 조혈모세포가 분화하여 형성된다. B 세포는 체액 면역 반응에 개입하며, T 세포는 세포 매개 면역에 관여한다.
후천 면역에서 직접 항원을 파괴하는 역할을 담당하는 것은 주로 세포독성 T 세포이다. 그러나 세포독성 T 세포는 주조직 적합성 복합체(Major Histocompatibility Complex, MHC)가 결합한 항원만을 인식할 수 있다. MHC는 항원에 들러 붙어 세포독성 T세포가 인식할 수 있는 분자 구조를 표시하며 1형과 2형 두 종류가 있다. I형 MHC 분자는 거의 모든 세포에 존재하며, 세포독성 T세포에 단백질을 제시한다. II형 MHC 분자는 대식세포나 B세포등 특정한 면역 세포에만 존재하며, 이렇게 II형 MHC 분자를 가진 세포들을 항원제시세포(APC)라고 부른다. 이 항원제시세포들은 미생물을 삼켜 부순 후에, 소화시켜 조각내버린다. 항원제시세포의 II형 MHC 분자는 보조 T세포에게 미생물 조각들을 제시하여 다른 세포들의 면역 반응이 활발하게 일어나게 만든다.
항원 제시 역할을 맡은 항원전달세포로는 대식세포, B 세포, 수지상세포가 있다.

### T 세포의 세포 매개 면역
미성숙 T 세포는 환경에 따라 여러 종류로 분화되며 그 중에 세포 매개 면역에 가장 큰 역할을 하는 것은 세포독성 T 세포와 보조 T 세포이다. 이 외에도 여러 조절 T 세포들이 있다.

#### 세포독성 T 세포
세포독성 T 세포는 바이러스와 같은 병원체에 감염되었거나 다른 이유로 손상된 세포 또는 제 기능을 하지 못하는 세포를 죽인다. 이 때문에 킬러 T 세포라고도 불린다. B 세포와 같이 T 세포는 특정한 병원체를 인식하는 여러 유형으로 분화된다. T 세포는 MHC 1 수용체가 특정 항원에 결합하여 형성된 T세포 수용체에 의해 활성화된다. 항원-MHC 복합체는 다시 T 세포 표면의 세포표면항원무리인 CD8과 결합하여 면역 작용을 유도한다. T 세포는 온 몸을 돌아다니다가 이러한 항원-MHC 1 복합체로 구성된 수용체를 지닌 세포를 만나면 표적 세포의 세포막을 뚫고  퍼포린과 같은 생체 독성 단백질을 분비하여 죽인다. T 세포가 분비하는 다른 생체 독성 물질인 GNLY는 표적 세포의 세포자살을 유도한다. 바이러스는 세포를 숙주 삼아 증식하므로 T 세포가 감염된 세포를 죽이면 바이러스의 증식을 억제하게 된다.

#### 보조 T 세포

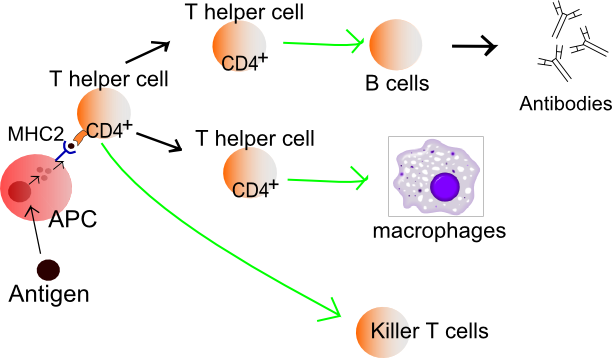
보조 T 세포의 기능: 항원제시세포가 MHC 2로 항원을 특정하여 표시하면 보조 T 세포는 CD4를 이용하여 이를 인식하고 대식세포, B 세포, 세포독성 T세포에 이를 전달하여 항체를 형성하도록 한다.

보조 T 세포는 선천 면역과 후천 면역 모두를 조절하며 특정 항원에 대한 면역 반응을 보조한다. 보조 T 세포는 직접 생체 독성 작용을 하지는 않기 때문에 감염된 세포를 죽이거나 병원체를 파괴하지는 않지만 다른 면역 세포들이 빠르게 반응할 수 있도록 돕는다.
보조 T 세포는 자신의 표면에 있는 CD4를 이용하여 MHC 2 분자가 항원과 결합한 MHC-항원 복합체를 인식한다. 이렇게 병원체를 인식한 보조 T 세포는 사이토카인은 대량으로 방출하여 다른 면역 세포들이 항원에 반응하도록 한다. 감염된 세포가 방출한 사이토카인에 반응하여 보조 T 세포가 활성화 되고, 다시 보조 T 세포는 사이토카인 신호를 증폭하여 대식세포나 세포독성 T 세포의 빠른 면역 반응을 유도하게 된다. B 세포 또한 보조 T 세포의 활성화를 유도할 수 있다. 보조 T 세포는 B 세포가 항원과 결합하여 형성한 MHC-항원 복합체를 인식하고 감염된 세포를 인식한 것과 같은 방식으로 이를 면역 세포에 전달한다.

#### 감마 델타 T 세포
감마 델타 T 세포 (γδ T 세포)는 알파 베타(αβ) 수용체인 CD4, CD8과 다른 방식의 대체 T 세포 수용체를 사용하여 이를 보조 T 세포, 생체독성 T 세포, 자연 살해 세포 등과 공유한다. 감마 델타 T 세포는 혈류를 따라 흐르지 않고 피부와 장기, 폐와 같은 상피 조직에 머무른다. 감마 델타 T 세포의 역할은 아직 완전히 규명되지는 않았지만 상피 조직의 면역 반응을 유도하는 것이 확인되었다.

### B 세포의 체액 면역
B 세포는 체액에 항체를 방출하는 방식으로 면역 기능을 수행한다. B 세포는 표면의 수용체 역시 T 세포와 같이 특정 항원을 인식한다. B 세포가 만드는 항원-항체 복합체는 단백질의 펩타이드 결합을 끊어 단백질 분해를 일으킨다. B 세포는 항원을 인식하면 그 항원을 잡아 먹고 표면에 있는 MHC 2형 수용체에 표시하여 T 세포에게 전달하는 역할도 한다. 여러 림프구들의 항원 인식과 전달은 림포카인을 매개로 이루어진다. 활성화 된 B 세포는 형질 세포로 변환되고 세포 분열을 통해 수 백만배로 증폭되어 대량의 항체가 빠르게 형성되도록 한다. 이렇게 만들어진 항체는 혈액과 림프계를 통해 온몸으로 보내진다.

#### 항체

항체 모식도. 항체는 큰 사슬과 작은 사슬 각 한쌍으로 구성되어 있다. 말단의 가변부가 여러 항원에 대응하여 변형되어 특정 항원을 인식한다.

항체는 면역글로불린이라 불리는 단백질이다. 네 개의 단백질 사슬이 큰 것과 작은 것이 각각 짝을 지어 한 쌍으로 구성되어 있고 짝을 이룬 끝에 여러 항원에 적응할 수 있는 가변 부위가 있다. 단백질 사슬은 큰 것을 중사슬, 작은 것을 경사슬이라고 하며 중사슬의 불변 부위는 이황화결합에 의해 연결되어 있다. 불변 부위는 항체가 갈 곳과 기능, 즉 항체의 종류를 결정한다. 가변 부위는 3차원 구조에서 항원과 결합할 수 있는 곳을 만든다. 이 때문에 서로 다른 병원체에 맞추어 변형이 가능하다. B 세포는 골수에서 성숙되는 과정에서 DNA 정보에서 무작위로 선택하여 항체의 불변 부위를 결정한다. 이 때문에 항체는 수백만 종류가 될 수 있고 그것들 하나 하나가 모두 고유한 활동을 한다. 인간의 경우 체내 항체의 80%는 하나의 항체가 단독으로 활동하는 단위체인 면역글로불린 G(IgG)이며 그 외에 다섯개의 항체가 결합한 오합체, 둘이 결합한 이합체 등이 있다. 이 외에도 여러 종류의 단위체가 있다.:364-365 특정 항원에 대해 맞추어 제작된 항체는 체액 속을 돌아다니다가 해당 항원과 결합하고 이후 대식세포나 T 세포가 이를 공격할 수 있도록 유도한다.

### 면역학적 기억
활성화 된 B 세포와 T 세포 가운데 일부는 특정 항원에 대한 항체를 유지한 채로 세포 분열을 지속하여 장기간 항원을 기억하게 된다. 이를 면역학적 기억이라 한다. 이러한 기억 가운데 일부는 평생에 걸쳐 지속되기도 한다. 그때문에 한번 겪은 병원체에 대해서는 같은 병원체가 침투하였을 때 재빠르게 반응할 수 있게 된다. 면역학적 기억은 항원과의 접촉이 필요하다는 점에서 "적응적"이다. 이 때문에 후천 면역은 종종 적응 면역이라고도 불린다. 백신은 병원체의 독성을 약화 시켜 체내에 주입함으로써 면역학적 기억을 형성시키는 방법으로 병을 예방한다. 한 번의 접종으로 면역력 형성이 불충분 한 경우 여러 차례에 나누어 접종할 수 있는데, 횟수를 거듭하면 면역학적 기억에 의해 항체 형성이 배가 되어 효과를 높이게 된다.

## 생리학적 조절
면역계에는 체내의 여러 생리학적 조절이 개입하며 내분비계를 비롯한 다른 여러 계통들과 긴밀하게 상호 작용한다. 신경계 역시 면역계와 밀접히 연관되어 있다. 또한 조직의 재생과 재생산에 관여하여 발생에서도 중요한 역할을 담당한다.

### 호르몬
호르몬은 면역 민감성에 관여하여 면역요법에 쓰인다. 예를 들어 여성 호르몬은 면역자극제의 역할을 하는 것으로 알려져 있고 선천 면역 반응에도 관여한다. 자가 면역 질환의 일종인 전신 홍반성 루푸스 환자는 사춘기를 지난 여성인 경우가 많다. 이에 비해 남성 호르몬인 안드로겐의 일종인 테스토스테론은 면역 억제 성향을 보인다. 이 외에도 프로락틴, 성장 호르몬, 칼시트리올 같은 것들 역시 면역에 관여한다.

### 비타민 D
비타민 D는 체내에서 호르몬 형태인 칼시트리올로 활성화 된다.칼시트리올은 T 세포를 비롯하여 B 세포, 대식세포, 수지상 세포 등 다양한 면역 세포의 비타민 D 수용체(Vitamin D Receptor, VDR)와 결합하여 면역 세포의 수용체를 조절한다. T 세포는 활성화되었을 때 칼시트리올 수용체를 늘리고 비타민 D를 더 많이 소비한다. 전신 홍반성 루프스 환자의 경우 다른 질병이 없는 상태에서도 비타민 D의 소비가 더 큰 것이 알려져 있다.

### 수면과 휴식

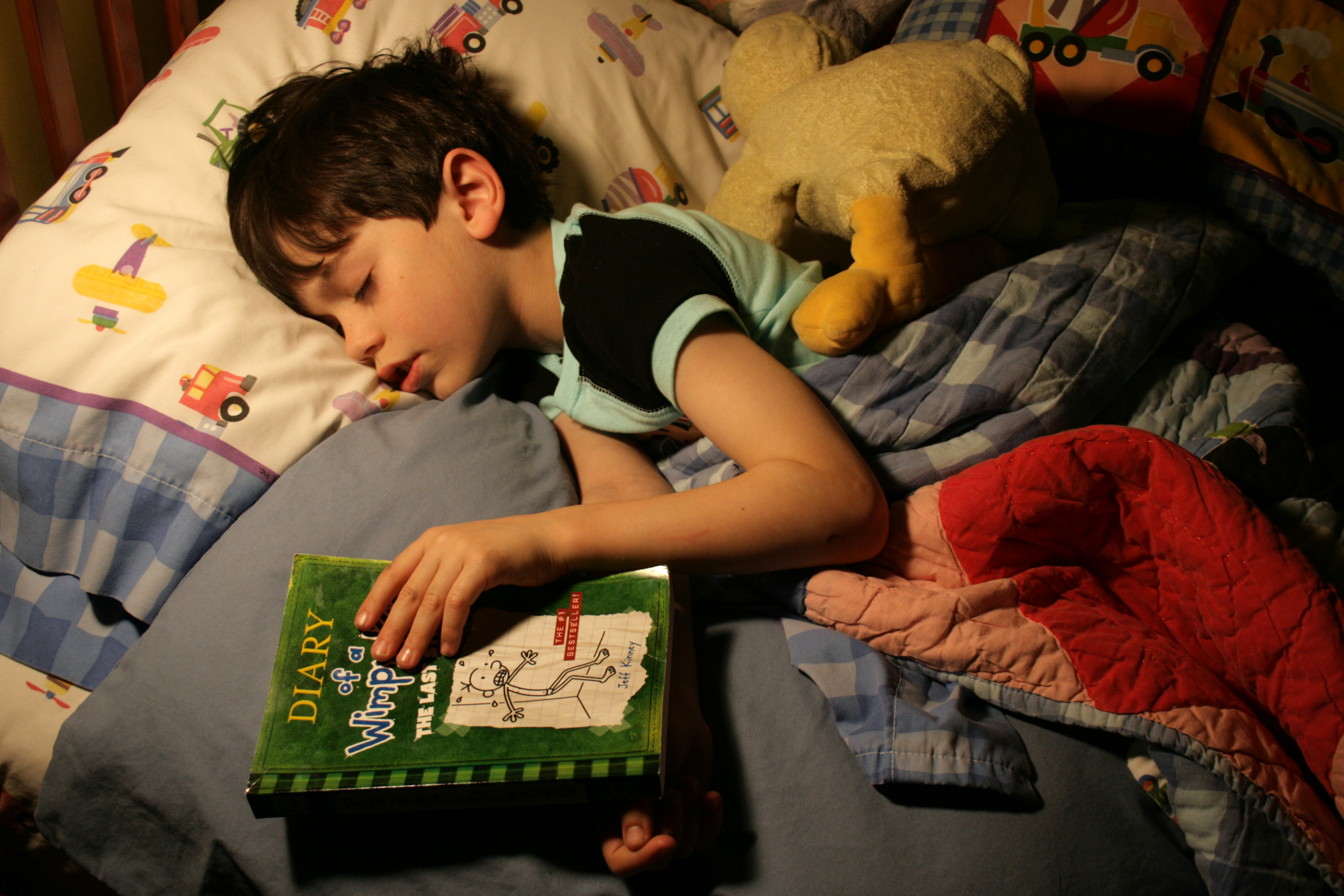
충분한 수면은 면역력 향상에 중요한 요소이다.

수면과 휴식은 면역 체계에 영향을 미친다. 수면 부족은 면역 기능에 해로운 결과를 불러 온다. 인터루킨 1이나 종양 괴사 인자 알파와 같은 사이토카인의 발생은 복잡한 되먹임 경로에 의해 조절되며, 감염뿐만 아니라 렘 수면과 같은 선잠에도 영향을 받는다. 거꾸로 병원체에 감염된 경우엔 수면 패턴 역시 변하게 되어 깊은 잠에 빠지는 시간이 늘어난다.
수면 부족은 면역계의 활성화를 방해하고 항체 형성 정도 역시 낮아진다. 충분한 휴식을 취하지 못하면 질병에 더 취약하게 된다. 또한 T 세포의 분화에 밀접하게 관련된 NFIL3 단백질 역시 자연적인 주기에 따른 밝기의 변화와 그에 맞춘 규칙적인 수면을 취할 때 더 원활하게 합성된다. 결과적으로 수면 부족이나 충분하지 않은 휴식은 심장 질환이나 통증, 천식 등의 발병을 증가시킨다.
잠을 자는 동안 혈액 내에서는 코르티솔, 아드레날린, 노르에피네프린과 같은 물질의 농도가 급격히 떨어지고 랩틴, 뇌하수체 성장호르몬, 프로락틴의 농도가 증가한다. 이러한 혈액내 조성 변화는 면역 활성화를 촉진시킨다. 따라서 수면 부족은 염증 치유에 큰 장애 요소가 된다.
이에 반해 깨어있을 때에는 자연 살해 세포와 세포독성 T 세포의 활성화가 최고점에 이르러 병원체에 대한 직접적인 공격이 활발하게 되지만 그에 따른 염증 반응 역시 격해지게 된다. 왜 잠을 자는 동안에는 염증 반응이 둔화되는 가에는 두 가지 설명이 있는데 하나는 활동하는 동안에는 물리적 손상이나 감염에 즉각적으로 반응할 필요가 있기 때문이라는 것이고, 다른 하나는 잠을 자는 동안에는 멜라토닌이 염증 반응을 조절하는 데 염증 자체가 매우 큰 산화 스트레스로 수면 방해의 원인이 되기 때문이라는 것이다.

### 영양과 소화
적정하고 균형 잡힌 영양은 면역에도 중요하다. 극심한 영양 결핍 상태인 영양실조뿐만 아니라 특정 성분이 부족할 경우에도 면역력이 저하될 수 있다. 면역 세포 역시 생체 세포이기 때문에 단백질과 지방을 필요로 한다. 단백질 섭취가 부족하면 T 세포와 같은 면역 세포 형성이 어렵게 된다. 그에 더해 여러 비타민 역시 면역 유지에 필수적이다. 한편, 영양 과잉 역시 면역에 악영향을 미친다. 비만의 경우 과도한 염증 반응을 일으킬 수 있다.

### 재생과 재생산
선천 면역을 구성하는 요소들은 질병 이후의 조직 재생에도 결정적인 역할을 한다. 특히 대식세포와 호중구의 역할이 중요하고 선천성 림프구 세포, 감마 델타 T 세포나, 조절 T 세포와 같은 다른 세포들도 관여한다. 이들은 염증 유발 신호와 염증 억제 신호를 주고 받으며 염증 반응을 조절하고 병원체를 격퇴한 뒤 재생이 이루어지도록 한다. 면역 구성 요소와 작용 과정은 또한 양서류와 같은 생물들의 경우 재생산에도 중요한 역할을 한다.

## 인간의 면역 장애

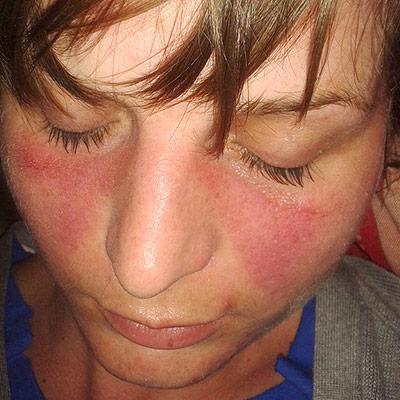
전신 홍반성 루프스로 얼굴에 홍반이 생긴 사람

면역계는 놀라울 정도로 잘 짜여진 효율적인 자기 방어 체계이지만 면역 결핍, 자기 면역 질환, 과민증과 같은 여러 장애가 있다.

### 면역 결핍
면역 결핍은 하나 이상의 면역 구성 요소가 비활성화되어 일어난다. 유전성 질환으로 인한 선천적인 경우도 있고, 생애의 어느 단계에서 생긴 문제 때문일 수도 있다. 어린이나 노인은 성인에 비해 면역력이 낮다. 선천적 면역 결핍은 1만 명 당 1 명 꼴로 보고되고 있으며 이 가운데 B 세포계 결함은 55%, T 세포계 결함은 25%, 식세포계 결함은 18%, 보체계의 결함은 2%를 차지한다. 이들 면역 세포의 형성을 지시하는 유전자가 성염색체 위에 놓여 있기 때문에 선천적 면역 결핍의 70%는 남성이다.
후천적 면역 결핍의 대표적 이유는 노화이다. 개인적인 차이가 있지만 나이가 들면 대체적으로 면역 기능이 저하되고 염증 반응은 늘어난다. T 세포를 성숙시켜 온 몸으로 보내는 가슴샘 역시 고령이 되면 기능이 떨어진다. 암의 발생을 억제하는 자연 살해 세포도 노화에 따라 차츰 양이 줄어든다. 또 다른 후천적 면역 결핍 원인은 HIV 바이러스 감염으로 인한 것이다. HIV 감염으로 인한 후천적 면역 결핍은 흔히 AIDS로 불린다. AIDS는 한 때 마땅한 치료제가 없어 공포의 대상이었으나 최근에는 여러 요법이 개발되어 만성 질환으로 분류되었다. HIV는 보조 T세포와 같은 CD4+ 세포를 공격하여 감소시킨다. 그 결과 인체는 HIV에 대항할 항체를 형성하지 못할 뿐 아니라 다른 병원체에 대한 면역력 역시 잃게 된다. 2011년 돌연변이에 의해 변형된 CD4+를 갖는 골수를 이식한 환자가 HIV를 무력화시키고 완치되었다는 보고가 있었지만, 여전히 완치는 어려운 질병이다.

### 자가면역질환
자가면역질환은 면역계가 자기 자신도 항원으로 인식하는 자가 면역 증상으로 인해 생기는 질환이다. 모든 면역계는 효율적인 작동을 위해 건강한 자기 자신과 그렇지 않은 자신이 아닌 것을 구분하여야 하며 건강한 자신으로 인식되는 조직에 대해서는 반응하지 않아야 한다. 이를 자기 관용성이라 한다. 그런데 어떤 이유에서건 자기 관용성을 잃고 자신을 항원으로 인식하게 되면 스스로를 공격하는 자가 면역 반응이 일어난다. 조혈모세포에서 분화되어 만들어진 T 세포는 가슴샘에서 성숙하는데, 이때 가슴샘은 자가 항원에 반응하여 자신을 항원으로 인식하는 T 세포는 기능하지 못하도록 무력화 시킨 다음 말초로 보내버린다. 이렇게 해서 자기 관용성을 갖고 활성화되어 온 몸으로 보내지는 T 세포는 5%에 불과하다. 그런데 이렇게 비활성화되어 말초로 보내진 비활성 T 세포도 어떤 환경 요인에 의해 다시 활성화 될 수 있다. 따라서 잠재적 위험 요소인 비활성 T 세포는 조절 T 세포에 의해 활성화 되지 않도록 조절된다. T 세포의 생성과 성숙, 그리고 활성화가 각각의 단계에 따라 복잡한 조절을 거쳐 이루어지기 때문에 어느 단계에서 문제가 생겨도 결과적으로 자가 면역 증상이 발생할 수 있다. 방관자 T 세포라 불리는 비활성 T 세포는 외부에서 침입한 병원체에 대해서도 비활성 상태로 있게 되는데, 오히려 자가 면역이 발현할 때에는 활성화되어 증상을 악화시킨다. 설상가상으로 보통은 염증 억제에 관여하는 조절 T 세포마저 자가 면역 상황에선 염증을 더욱 악화시킨다.
자가면역질환에는 전신 홍반성 루푸스와 같이 전신의 세포를 공격하는 경우, 자가면역성 갑상선 질환이나 1형 당뇨병과 같이 특정 장기를 공격하는 경우, 류머티스 관절염과 같이 특정 장기나 전신을 선택적으로 공격하는 경우 등 다양한 사례가 있다. 유럽과 북아메리카의 경우 전체 인구의 5% 정도가 자가면역질환을 가지고 있다고 알려져 있으며 여성이 남성에 비해 4배 정도 더 많이 발생한다.
발병 위치에 따른 자가면역질환은 아래와 같은 것이 있다.
| 위치   | 질병                                                   |
| ------ | ------------------------------------------------------ |
| 뇌     | 다발성 경화증, 길랑바레 증후군, 자폐성 장애            |
| 혈액   | 백혈병, 루프스, 용혈성 이상지혈증                      |
| 갑상선 | 갑상선염, 하시모토병, 그레이브스병                     |
| 뼈     | 류머티스 관절염, 강직성 척추염, 다발성 근육성 류마티스 |
| 위장관 | 실리악병, 크론병, 궤양성 대장염, 1형 당뇨병            |
| 신경   | 말초신경병증, 당뇨병성 말초신경병증                    |
| 피부   | 건선, 백반증, 습진, 피부경화증                         |
| 폐     | 천식, 베게너육아종증                                   |
| 근육   | 근육성 이영양증, 섬유근육통                            |

### 과민반응
과민반응은 면역계가 자기 관용성을 잃고 자신을 외부항원으로 오인하여 비병원체에 대해 과도한 면역 반응을 일으키는 현상이다. 네 가지 종류로 구분되며 알레르기나 천식을 일으킨다.

### 면역 매개 염증 질환
염증은 면역계가 감염에 대응하는 일차적인 반응이지만 별다른 감염이 없는 상태에서도 일어날 수 있다. T 세포가 염증 억제 기능을 잃거나 대식세포가 계속하여 염증 반응을 지속하는 경우가 대표적이다. 말초신경계와는 다른 방식으로 면역이 작동하는 뇌에서도 면역 매개 염증이 발생한다.

## 의학적 조치

면역억제제의 일종인 덱사메타손

면역계는 인체의 건강 유지를 위해 꼭 필요한 것이지만 과민반응이나 자가면역질환, 이식거부반응과 같은 작용으로 원치 않는 고통과 손상을 일으키는 경우엔 면역 기능을 억제할 필요가 있다. 한편 암과 같은 질병은 면역계의 인식을 회피하여 증식하거나 전이되므로 이에 대한 면역적 조치가 필요하다.
한편 특정 항원에 대한 면역력을 증가시키는 대표적인 방법은 백신의 접종이다.

### 면역 억제
과민반응, 자가면역질환, 이식거부반응과 같은 증상을 약화 시키기 위한 면역 억제에는 여러 가지 면역억제제가 사용된다. 면역억제제의 사용에서 가장 중요한 것은 의사가 권고한 정확한 양을 정해진 주기에 따라 복용하는 것이다. 너무 많이 복용하면 정상적인 면역 반응마저 일어나지 않아 건강을 해치게 되고, 너무 적게 복용하면 원하는 효과를 거둘 수 없게 되기 때문이다. 특히 장기를 이식한 뒤 이식거부반응을 줄이기 위해 면역억제제를 복용하는 경우엔 세심한 주의가 필요하다.
면역 억제를 목적으로 사용되는 약물은 스테로이드와 같은 호르몬, T 세포의 DNA와 RNA 합성을 방해하는 아자티오프린과 미코페놀산, 보조 T 세포에 작용하는 시클로스포린, T 세포와 B 세포의 퓨린 합성을 방해하는 미코페놀산나트륨과 같은 것이 있다. 이들 약물은 모두 부작용도 크기 때문에 반드시 의사의 지시에 따라 복용하여야 한다.

#### 스테로이드
스테로이드는 강력한 염증 억제와 면역 억제를 보이는 호르몬으로 콜레스테롤 호르몬과 성호르몬의 복합체이다. 1920년대 부신피질에서 추출된 호르몬이 류머티스에 효과가 있음이 알려졌고 1949년 필립 쇼월터 헨치가 스테로이드의 정제와 치료를 발표하였다. 헨치와 에드워드 캘빈 켄들, 타데우시 라이히슈타인은 그 공로로 1950년 노벨 생리학·의학상을 수상하였다. 1960년대 이후 장기이식 후 면역억제제로 사용되었다.
스테로이드는 대식세포와 같은 선천 면역 세포와 T 세포와 같은 후천 면역 세포 모두에 작용하여 이들 백혈구가 염증부위로 이동하는 것을 막고 백혈구, 섬유모세포, 내피세포의 작용을 방해하며 염증 반응의 체액 인자 생산과 작용도 방해한다. 그러나 장기 복용시 여러 부작용이 있다. 감염에 취약해지고 위장장애를 일으키며 비만을 유도하고 성격 기복이 심하게 되기도 한다. 그러나 이러한 부작용에도 불구하고 탁월한 치료효과 때문에 류머티스 질환을 비롯한 자가면역질환의 대표적인 치료제로 사용된다.
스테로이드는 면역 억제에 사용되는 당질 코르티코이드 외에 단백질 합성에 관여하는 단백동화 스테로이드가 있다. 아나볼릭스테로이드라고도 불리는 단백동화 스테로이드는 체내 단백질 합성을 유도하여 근육을 키우는 효과가 있어 스포츠 선수들이 도핑을 목적으로 사용한 바 있다. 그러나 스테로이드제의 부작용이 매우 커서 건강을 위협하기 때문에 대표적인 금지 물질로 지정되어 있다. 단백동화 스테로이드는 위에서 언급한 부작용 이외에도 우울증을 초래하고 내분비계에 영향을 주어 성기능을 저하시킨다.

### 면역항암요법
암은 체내의 세포가 비정상적인 발현을 보여 발생한다. 특히 성장조절 유전자가 다르게 작동하여 나타난다. 원래 자기 자신이었던 세포가 변이한 것이어서 자기 관용도가 매우 높고 여러 경로로 면역 세포의 공격을 회피한다. 기존의 항암 치료는 암 자체를 잘라내거나 화학적으로 파괴하는 방법이었지만 순환계를 타고 이동하여 다른 조직에서 발병하는 전이가 일어나 재발하는 경우가 많다. 면역항암요법은 암 자체를 파괴하는 것이 아니라 인공면역 단백질을 체내에 주입하여 면역계를
자극하고 면역 세포들이 암 세포를 선택적으로 공격하도록 한다. 면역함암요법 제제의 주요 작용 방식은 암 세포가 갖는 자기 관용성을 낮추고 T 세포가 이를 공격하도록 유도하는 것이다. 2010년 미국에서 최초로 미국 식품의약국의 승인을 받은 면역항암요법 약품이 시판되기 시작하였다.
종양면역학은 암의 발생과 증식에 관련된 면역학적 메커니즘을 연구하여 암의 면역학적 치료 방법을 찾는 학문이다.

### 예방 접종

예방 접종을 하는 군인

한 번 병원체와 접촉하면 B 세포와 T 세포에는 장기적인 면역학적 기억이 형성된다. 백신은 이러한 원리를 이용하여 면역력을 증강하는 의약품으로 병원체의 독성을 약화시켜 체내에 주입하고 항체 형성을 유도한다. 이렇게 항체가 형성되면 실제 독성을 지닌 병원체가 침입하였을 때 신속하게 격퇴할 수 있게 된다.
백신은 크게 독성을 약화시킨 병원체가 살아 있는 상태로 투여되는 생백신과 죽은 상태로 투여되는 사백신으로 나뉜다. 사백신은 다시 병원체 전체를 사용하는 것과 일부를 분획하여 사용하는 것으로 나뉘고, 분획할 경우 기반 물질에 따라 단백 기반과 다당 기반으로 나뉜다. 백신의 대부분은 병원체 전체를 사용하는 세포전체 백신이다.
| 분류        | 약독화 생백신 | 불활성화 사백신 |
| ----------- | --- | --- |
| 백신의 종류 | - 바이러스: 홍역, 볼거리, 풍진, MMR, 수두, 황열, 비강용 인플루엔자 - 세균 : BCG - 약독화 생균백신 : 경구용 장티푸스 | - 바이러스 : 주사용 폴리오, 주사용 인플루엔자, 일본뇌염, 광견병, A형 간염, B형 간염, 유행성출혈열 - 세균 : 백일해, 장티푸스, 콜레라, 폐알균 - 톡소이드 : 디프테리아, 파상풍 - 세포분획백신 |
| 특성        | - 체내에서 증식가능 - 병원성이 있는 원래 형태로 바뀔 수 있다                                                        | - 체내에서 증식할 수 없다 - 비감염성 - 인체내 항체의 영향을 받지 않는다 |
| 면역 효과   | - 장기 | - 단기 |
| 부작용      | - 병원체 자체의 증상이 나타난다. - 잠복기가 길다                                                                    | - 쇼크와 같은 부작용이 나타날 수 있다. |

갓 태어난 아기는 모체로부터 전달받은 수동면역을 지니고 있지만 일정 시간이 지나면 사라진다. 아직 병원체와 접촉하지 못한 상태이기 때문에 자신의 항체가 없어 면역이 취약한 상태에 놓인다. 이 때문에 표준예방접종표를 마련하고 생후 일정 기간마다 예방 접종을 실시하도록 권장하고 있다. 표준예방접종은 충분한 예방 효과를 가지고 있고 안전성이 검증되었으며 자주 발병하는 질병을 막고 비용이 높지 않고 접종 방법이 쉬운 것들을 선정하여 결정하게 된다. 대한민국의 경우 이렇게 선정된 표준 예방접종은 국가의 부담으로 무료로 제공된다. 2019년 기준 대한민국의 무료 예방접종은 BCG 백신을 비롯하여 모두 17종이다.

### 면역원성 예측
동식물을 망라하한 생물 유래 단백질은 오래전부터 약품으로 쓰였으며 근래에도 계속하여 늘어나는 추세이다. 이러한 생물 유래 단백질은 체내에서 자신이 아닌 물질로 인식되므로 치료 중인 환자가 원치 않는 면역 반응을 일으킬 수 있다. 따라서 임상 실험 이전에 면역 반응을 일으킬 가능성을 예측하는 면역원성 예측은 의약품 개발의 필수적인 과정이다. 면역원성 유발은 단백질 서열 및 구조에 의해 나타나는데 생물에서 유래한 단백질은 그 자체가 3차원 구조를 갖는 고분자화합물이어서 일반적인 의약품에 비해 구조적 안정성이 떨어지고 생물체가 생산하기 때문에 여러 요인에 의한 다양성을 보여 동질성을 확보하기 어렵다. 이러한 물리-화학적 불안정성과 부가 수식물에 의한 다양성은 면역원성 유발의 원인이 된다. 면역원성 예측에는 이미 알려진 면역 유발 구조를 확인하는 방법과 CD4+ 수용체와 반응시켜 면역 반응을 살피는 방법이 쓰이고 있다. 신약개발에는 10년 이상의 오랜 기간과 매우 높은 비용이 발생하기 때문에 후보 물질에 대한 임상 이전의 면연원성 예측은 신약개발에서 매우 중요한 위치를 차지한다.
한편, 백신의 경우엔 거꾸로 얼마나 항체를 효율적으로 증가시킬 수 있는 지를 예측하여야 한다. 이 경우엔 되도록 백신이 목표로 하는 면역원성을 증가시키는 것이 목표이다. 백신의 면역원성이 낮을 경우엔 주기적인 추가 접종으로 증가 시킬 수 있다. 백신의 개발에선 여러 종류의 면역증가제를 사용하여 면역원성을 늘린다. 알루미늄염은 오랫동안 사용된 대표적인 백신 면역증가제이다.

## 면역계의 진화
병원체와 면역계는 계속하여 서로에게 영향을 주고 받으며 진화한다. 병원체가 새로운 공격 무기를 갖추면 면연계도 새로운 방어 수단을 갖추는 식이다. 병원체와 면역계의 이러한 공방은 대표적인 공진화 사례 가운데 하나이다. 식물은 자신의 유전체에 병원체가 갖는 특정한 패턴을 인식할 수 있는 유전자를 삽입하여 선천 면역 체계를 강화한다. 그러나 병원체 역시 계속하여 새로운 변형이 생기기 때문에 어느 한 쪽이 완전히 승리하기는 어렵다. 최근 발견된 새로운 곰팡이가 양서류 전체에게 치명적인 위험이 되고 있다.
생물의 진화 역사에서 후천 면역은 유악류에서만 발견되는 비교적 최근의 면역 체계이다. 무악류인 칠성장어에는 유악류의 가슴샘과 유사한 조직이 있어 무악류와 유악류의 공통조상 역시 비슷한 면역계를 가지고 있을 것이라 짐작되고 있다. 유악류를 제외한 다른 생물들은 선천 면역에 의존한다. 가장 단순한 구조를 갖는 생물의 경우에도 자체의 면역 메커니즘을 가지고 있다. 예를 들어 박테리아는 자신을 공격하는 박테리오파지를 방어하기 위한 효소가 있다.
면역계의 진화는 생물 자체의 진화에도 영향을 주었다. 2016년 미국 버지니아대학교 의대 조너선 키프니스 교수 연구진이 《네이쳐》에 발표한 연구에서 면역 물질인 인터페론 감마의 생성이 차단된 실험용 쥐는 사회성이 결여된 행동을 보였으며 다시 인터페론 감마의 생성을 재개하자 정상 행동으로 돌아왔다.

## 면역학의 역사
선사시대부터 사람들은 감염성 질환이 전염성을 가지고 있다는 것을 알고 있었다. 기원전 430년 일어난 아테네 역병은 당시 아테나이의 인구 3분의 1이 희생되는 재앙이었다. 이를 기록한 투키디데스는 한 번 감염되어 다시 병에 걸리지 않는 사람들이 병자를 간호했다고 기록하고 있다.
18세기에 피에르 루이 모페르튀이는 전갈의 독을 사용하여 실험을 한 결과 특정한 개 또는 쥐들은 이와 같은 독에 면역을 지니고 있음을 확인하였다. 1796년 에드워드 제너가 종두법으로 천연두에 대한 예방 접종을 시작하면서 면역학의 기반이 세워졌다. 획득면역에 관한 서로 다른 연구결과는 루이 파스퇴르가 예방 접종을 개발하고 질병에 관한 세균 이론을 제안하는 데 활용되었다. 1891년 로베르트 코흐에 의해 미생물이 전염병의 근원이라는 것이 증명되고 나서 파스퇴르의 이론은 완전히 입증되었다. 코흐는 이 증명으로 1905년 노벨상을 수상하였다. 바이러스가 인체에 병원체로 작용한다는 사실은 1901년 월터 리드가 황열 바이러스를 발견하고 나서 명확해졌다.
예방 접종은 20세기 인구 증가에 결정적인 역할을 하였다.
분자생물학의 발전은 현대 면역학의 수립에 큰 영향을 미쳤다. 1950년대에서 1960년대 사이 B 세포와 T 세포의 역할이 규명되면서 면역계에 대한 이해의 폭을 넓혔다. 특히 맥스 쿠퍼는 1965년 두 림프구가 서로 다른 작용을 한다는 것을 밝혔다.
이후 면역학의 발전은 장기이식을 가능하게 하였고 그 동안 원인을 알 수 없던 여러 자가면역질환의 원인을 규명하였다. 최근 면역학은 항암치료 연구에도 큰 역할을 하고 있다.

## 면역체계
면역계는 면역체계로 언급될 수 있는 의미에서 면역 세포가 생성되고 반응하는 체계를 가리킨다. 면역 세포는 골수에서 생성되며, 성숙한 면역 세포가 림프절 등에서 항원을 인지하여 반응한다.

## 같이 보기
- 클론 선택